# Schleicher ASK 18
Die ASK 18 ist das letzte Flugzeug in Gemischtbauweise des Flugzeugherstellers Schleicher.
Sie ist ein Clubklasse-Segelflugzeug und wurde als Nachfolger der K 6E positioniert.

## Geschichte
Als die von Rudolf Kaiser konstruierte ASK 18 im Jahr 1974 erschien, war das Zeitalter der Gemischtbauweise bereits beendet. Die gleichzeitig erschienenen Astir und Mistral in Faserverbundbauweise waren harte Konkurrenten, so dass insgesamt nur 48 Exemplare der ASK 18 gebaut wurden, darunter auch eine ASK 18B (als Exportversion für Finnland) mit einer auf 15 m reduzierten Spannweite.

## Konstruktion
Die ASK 18  erhielt die auf 16 m verlängerten Flächen der K 6E und einen stoffbespannten Rumpf in Stahlrohrbauweise, der ähnlich dem K-8-Rumpf aufgebaut ist, aber deutlich flacher und eleganter wirkt, wie die K 6E ein Rad vor dem Schwerpunkt hat und keine Kufe benötigt. Das feste Hauptrad ist bremsbar und die Rumpfnase ist mit einer GFK-Schale verkleidet. Das Höhenleitwerk ist gedämpft, das Seitenleitwerk ist der K 10 nachempfunden.
Wie bei der K 6E ist das Tragflächenprofil das FX 40 (innen) und FX 30 (außen). Im Höhenleitwerk ist es ein Joukowski 12 %.

## Nutzung
Das Cockpit ist geräumig und auch für große und kräftige Piloten sehr geeignet. Mit den sehr gutmütigen Flugeigenschaften und Leistungen – vergleichbar mit der K 6E – ist sie sehr angenehm zu fliegen und daher für den Einstieg in den Streckenflug geeignet. Heute wird die ASK 18 als robustes und einfach zu fliegendes Flugzeug in Vereinen eingesetzt, die noch auf ASK 13 schulen. Gut erhaltene ASK 18 erzielen auf dem Gebrauchtmarkt vergleichsweise hohe Preise.

## Technische Daten
| Kenngröße              | Daten               |
| ---------------------- | ------------------- |
| Besatzung              | 1                   |
| Länge                  | 7,0 m               |
| Spannweite             | 16,0 m              |
| Höhe                   | 1,68 m              |
| Flügelfläche           | 12,99 m²            |
| Flügelstreckung        | 19,7                |
| Gleitzahl              | 34 bei 75 km/h      |
| Geringstes Sinken      | 0,6 m/s bei 70 km/h |
| Leermasse              | 215 kg              |
| Startmasse             | 335 kg              |
| Mindestgeschwindigkeit | 62 km/h             |
| Manövergeschwindigkeit | 140 km/h            |
| Höchstgeschwindigkeit  | 190 km/h            |